# (11101) Českáfilharmonie
(11101) Českáfilharmonie est un astéroïde de la ceinture principale.

## Description
(11101) Ceskafilharmonie est un astéroïde de la ceinture principale. Il fut découvert le 17 septembre 1995 à l'Observatoire d'Ondřejov par Lenka Šarounová. Il présente une orbite caractérisée par un demi-grand axe de 2,62 UA, une excentricité de 0,09 et une inclinaison de 13,5° par rapport à l'écliptique.

## Compléments